# Station Sandal and Agbrigg
Sandal and Agbrigg is een spoorwegstation van National Rail in Agbrigg, Wakefield in Engeland. Het station is eigendom van Network Rail en wordt beheerd door Northern Rail. 